# 银沙罗甸宣慰司
银沙罗甸等处宣慰司是元朝云南行省所辖的一个宣慰使司都元帅府，治所在今澜沧拉祜族自治县以北的上允镇。辖境约当今澜沧江以西、萨尔温江以东，小黑江以南地区。
天历二年（1329年），银沙罗甸和木连路从大理金齿等处宣慰司分出，设置银沙罗甸等处宣慰司都元帅府，北为银沙罗甸，南为木连路。至顺二年（1331年）改为军民总管府，秩从四品。
至正八年（1348年）麓川思可法南侵，木连路和银沙罗甸被并入麓川。至正十五年（1355年）思可法归附元朝，设平缅宣慰司，明朝改为麓川平缅宣慰司。

## 资料来源
1. ↑  . 词典网.   [2017-10-30]. （原始内容存档于2019-07-01）.
2. ↑  . 中国论文网.   [2017-10-30]. （原始内容存档于2019-07-01）.
3. ↑  《新元史》卷四十九
4. 1 2  莫, 汝德. . 傣族网. 孟连旅游网. 2009-02-17  [2017-10-30]. （原始内容存档于2017-11-07）.